# アジア・アフリカ作家会議
アジア・アフリカ作家会議（アジアアフリカさっかかいぎ、英語: Afro-Asian Writers' Association）とは、アジアとアフリカの国際的な文学者の連帯組織である。AA作家会議と表記されることも多い。

## 来歴
1950年代、植民地支配から脱却しつつあったアジア・アフリカ諸国の連帯の機運がたかまった。1955年にはバンドン会議がひらかれ、政治的にも連帯のムードが動き出したことも、その傾向に拍車をかけた。その中で、文学者の連帯がはかられた。
1956年12月、インドのニューデリーで第1回アジア作家会議が開かれ、15カ国の作家が参集した（日本からは堀田善衛が参加）。このとき、次回はウズベキスタン（当時ソ連統治下）のタシュケントで開催することを決定、その準備の段階で、アフリカの文学者も参加することが決まり、1958年10月、タシュケントで第1回アジア・アフリカ作家会議が開催された。この会議には35カ国からの参加があった（パキスタンからは詩人のファイズ・アハマド・ファイズ が参加）。
この会議では、コロンボに常設事務局をおくことと、次の10カ国からなる常任理事国を決定した。
常任理事国（国名は当時のもの）　カメルーン・セイロン・中国・ガーナ・インドネシア・スーダン・インド・ソ連・アラブ連合・日本
その後、1961年3月に東京で緊急集会（20カ国）、1962年2月にはカイロで第2回大会（43カ国）が開かれた。しかし、その頃からの中ソ対立が運動に影をおとし、1964年ジャカルタで予定されていた第3回大会を統一して開くことは不可能になった。1966年6月に北京で開かれた緊急集会は、反ソキャンペーンの場となり、それに対抗したグループは1966年8月、アゼルバイジャン（当時ソ連）のバクーで緊急集会を開いた。コロンボの常設事務局もカイロと北京とに分裂した。
この対立は1967年3月、ベイルートで開かれた第3回大会（43カ国）に中国とそこを支持するグループが参加しなかったことで決定的になった。中国では当時文化大革命が進行中であり、前年10月にカイロでひらかれた準備会議から欠席を続けていた。北京事務局は活動を停止し、その結果、中国側は運動から脱落したような形になった。この会議では、連帯のために雑誌『LOTUS』を発刊することを決めた。また、1969年からは、ロータス賞を制定した。
第4回大会は1970年11月にニューデリーで（32カ国）、第5回は1973年9月にカザフスタン（当時ソ連）のアルマアタ（現アルマトイ）で（64カ国）、第6回は1979年7月にアンゴラのルアンダで（58カ国）開催された。
その後、1982年にベトナムのホーチミン市で、1983年に25周年記念としてタシュケントで、1986年に北朝鮮の平壌で、1988年にチュニジアのチュニスで大会が開かれている。
雑誌『LOTUS』は英語・フランス語・アラビア語で1990年代半ばまで刊行された。
2013年8月、ベトナム作家会議がホスト役となって、50カ国の作家が参加しハノイで円卓会議が開催された。アジア・アフリカ作家会議を再建し、ラテンアメリカの作家も参加対象とすること、次回はイラクで開催することなどを申し合わせ、「ハノイ宣言」を採択した。

## 日本における動き
第1回アジア・アフリカ作家会議に向けて、石川達三を委員長とする『アジア・アフリカ作家会議日本連絡協議会』が結成され、第1回大会に伊藤整を団長、野間宏・加藤周一・遠藤周作らが参加する代表団を送った。会議後の1959年、常設のアジアアフリカ作家会議日本協議会が結成され、堀田善衛が事務局長となった。東京会議にも、多くの文学者が参加した。
第2回の会議には、木下順二団長、堀田善衛・松本正雄・武田泰淳らが参加した。
その後の中ソ対立は、日本協議会にも影響が及び、北京集会には白石凡団長、由起しげ子・霜多正次らが参加、バクー集会には中薗英助・安部公房らが参加した。この間、堀田は事務局長を辞任し、白石や松岡洋子たち中国支持グループは日本協議会の解散を一方的に決め、ソ連とも中国とも距離を置いていた霜多正次・窪田精はそれを批判する声明をだした（『民主文学』1967年10月号掲載）。
ベイルート会議には堀田善衛・長谷川四郎たちが参加、その後の運動は長谷川たちの属する新日本文学会が中心になった。1970年のニューデリー大会には、堀田善衛団長、竹内泰宏副団長として、島尾敏雄・大江健三郎らが参加した。1973年には野間宏が『青年の環』でロータス賞を受賞した。
1974年3月、日本アジア・アフリカ作家会議の準備会が結成され、参加の呼びかけがおこなわれた（『新日本文学』1974年5月号掲載）。呼びかけ人には、大江健三郎・小田実・中野重治・野間宏・堀田善衛たちが名を連ねた。5月25日、東京で結成総会が開かれ、野間宏議長、堀田善衛事務局長が決まった。
1979年、堀田善衛が『ゴヤ』でロータス賞を受賞した。
1988年、小田実が、『HIROSHIMA』でロータス賞を受賞した。
日本アジア・アフリカ作家会議は、1974年に日本アラブ文化連帯会議を、1981年にアジア・アフリカ・ラテンアメリカ文化会議をそれぞれ主催し成功させた。1983年11月より季刊機関誌『aala』を刊行していたが、1990年代の国際情勢の変化の中活動が滞り、事務局長栗原幸夫は1997年2月をもって同誌終刊を宣言、会自体も自然消滅した。